# Villiers-sur-Suize
Villiers-sur-Suize ist eine französische Gemeinde mit 258 Einwohnern (Stand: 1. Januar 2022) im Département Haute-Marne in der Region Grand Est; sie gehört zum Arrondissement Chaumont und zum Kanton Châteauvillain.

## Geographie
Villiers-sur-Suize liegt an der Suize, etwa 14 Kilometer südsüdöstlich von Chaumont. Umgeben wird Villiers-sur-Suize von den Nachbargemeinden Leffonds im Westen und Norden, Marnay-sur-Marne im Nordosten und Osten, Faverolles im Osten und Südosten sowie Marac im Süden.

## Bevölkerungsentwicklung
| Jahr                       | 1962 | 1968 | 1975 | 1982 | 1990 | 1999 | 2006 | 2019 |
| Einwohner                  | 231  | 236  | 213  | 225  | 261  | 242  | 236  | 263  |
| Quellen: Cassini und INSEE |      |      |      |      |      |      |      |      |

## Sehenswürdigkeiten

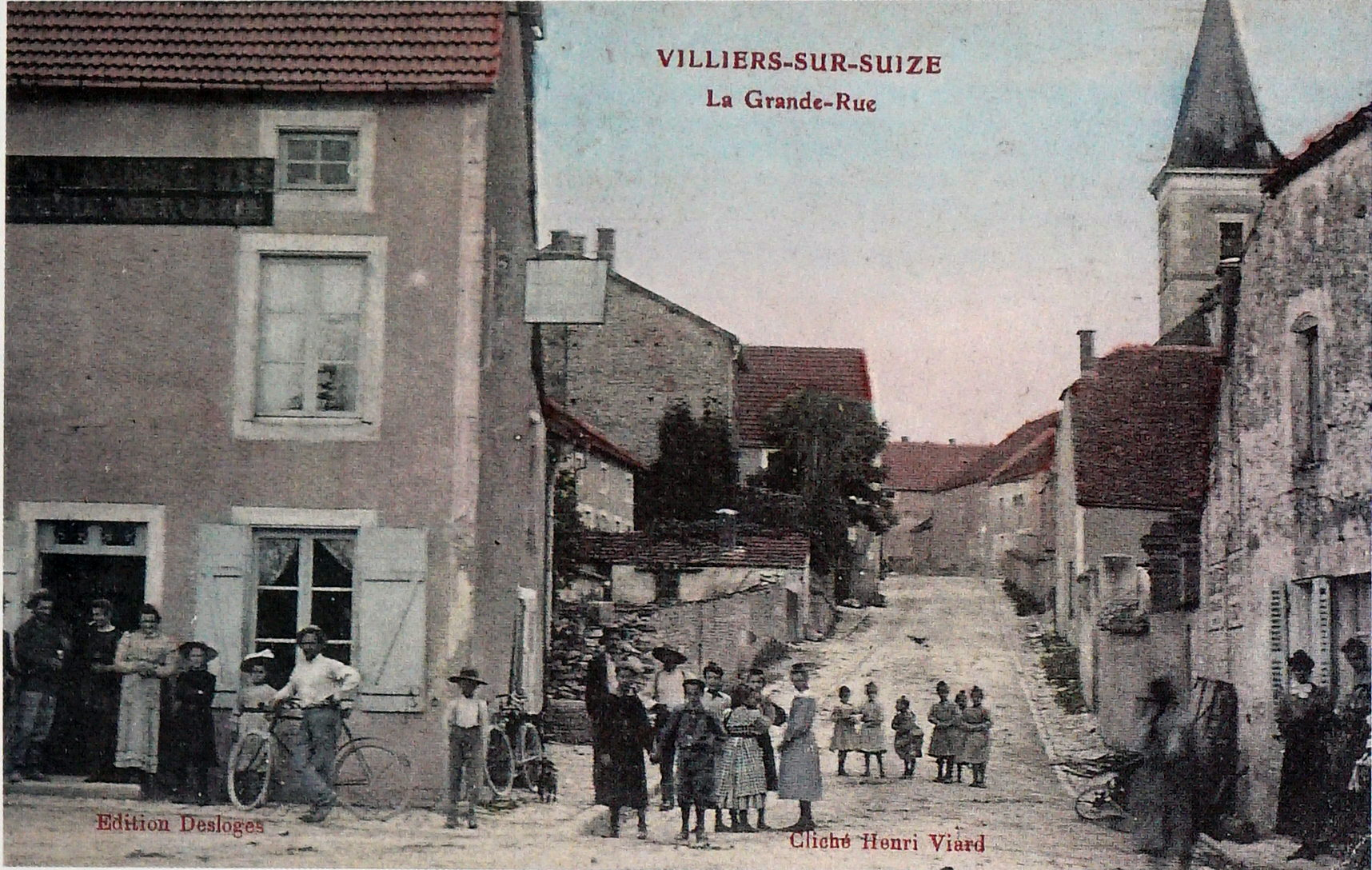
Alte Postkarte aus Villiers-sur-Suize

- Kirche Saint-Remy
- Kapelle Notre-Dame-de-Bonne-Garde